# Светодиодный графический экран

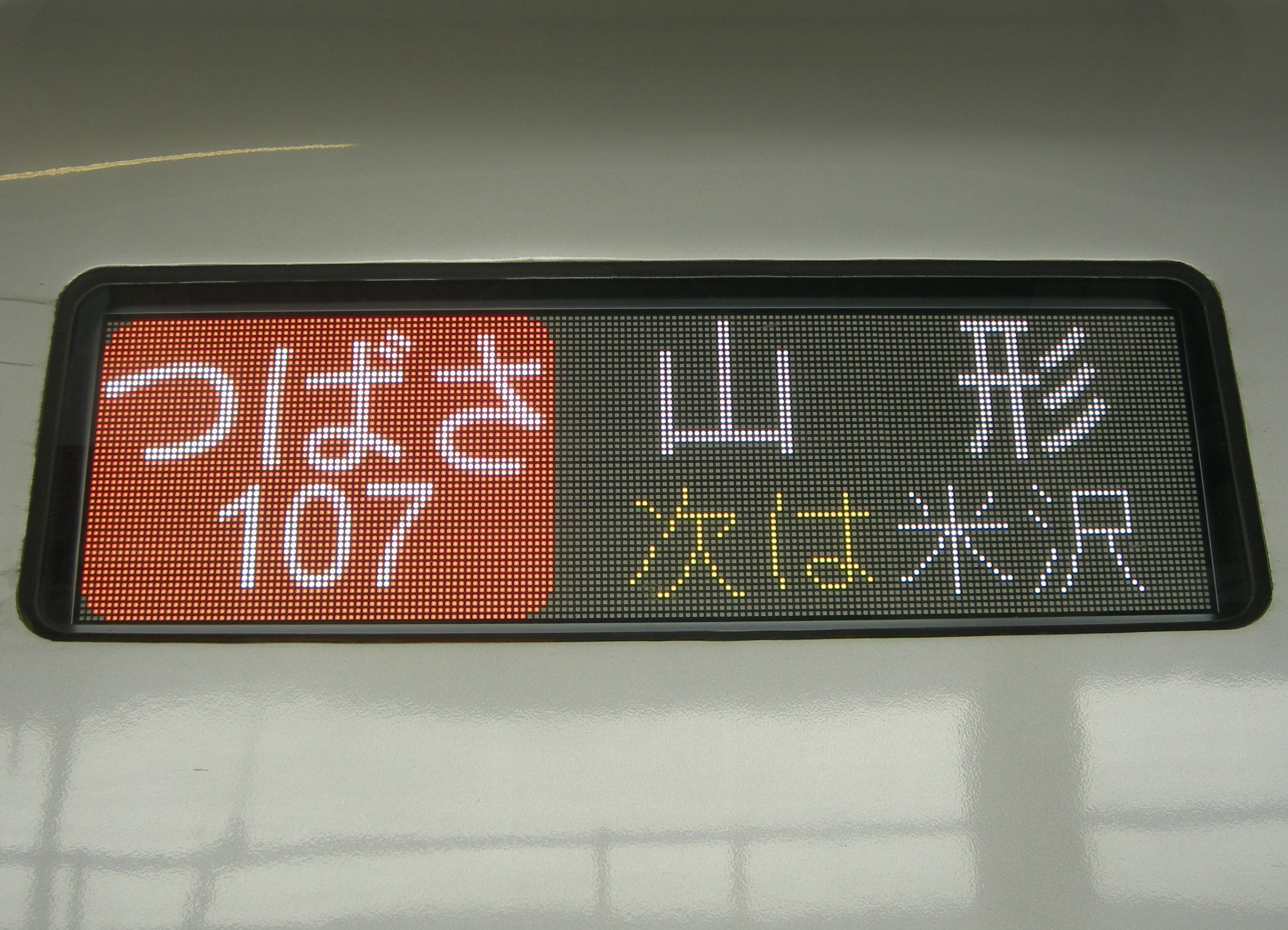
Светодиодный экран в Японии

Светодиодный экран (LED screen, LED display) — устройство отображения и передачи визуальной информации (дисплей, монитор, телевизор), в котором каждой точкой — пикселем — является один или несколько полупроводниковых светодиодов (LED).

## История
В 1970-х годах в компании Eastman Kodak был разработан органический светодиод (OLED). На данный момент OLED-дисплеи выпускают LG Electronics, Panasonic, Sony, Samsung, Toshiba, Hitachi, TCL Corporation и др.
В начале 1990-х Исама Акасаки, работавший вместе с Хироси Амано в университете Нагоя, а также Сюдзи Накамура, работавший в то время исследователем в японской корпорации «Nichia Chemical Industries», изобрели технологию изготовления синего светодиода (LED). За открытие дешевого синего светодиода в 2014 году им троим была присуждена Нобелевская премия по физике. В 1993 году Nichia начала их промышленный выпуск, а в 1996 начала выпуск белых светодиодов.
Синий светодиод, в сочетании с зелёным и красным, дает белый свет с высокой энергетической эффективностью, что позволило в дальнейшем создать, среди прочего, светодиодные лампы и экраны со светодиодной подсветкой. В 2003 году, компания Cedar Electronics первой в мире произвела светодиодный модуль по запатентованной технологии непосредственно вмонтировав кристалл от Nichia на алюминиевую подложку с помощью диэлектрического клея по технологии Chip-On-Board.

## Применение
Для помещений

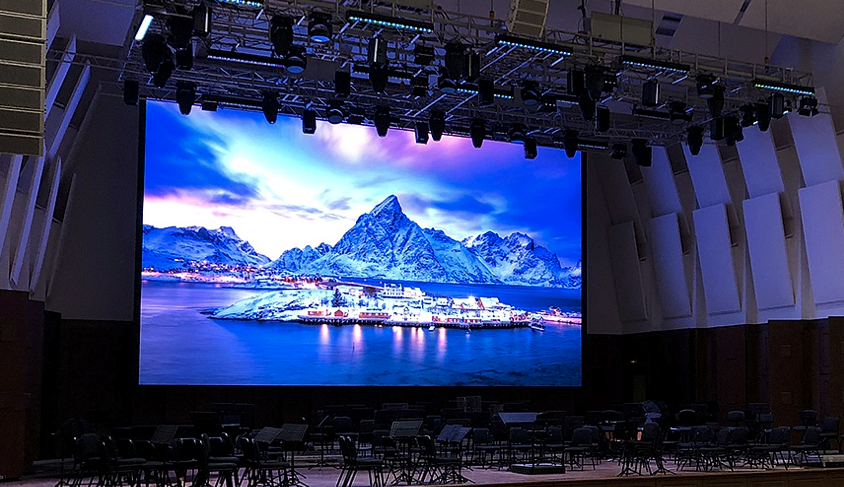

Предназначены для установки в концертных и спортивных залах, телестудиях, крупных торговых центрах, конференц-залах, на вокзалах и в аэропортах. При работе со светодиодным экраном передача информации и управление светодиодными модулями осуществляются контроллерами, которые подсоединены к управляющему компьютеру. В компьютере устанавливается плата видеопроцессора (или плата видеозахвата), на вход которой могут подаваться видеосигналы от различных источников — обычный телевизионный сигнал, сигнал от видеомагнитофона, DVD-плеера, видеокамеры, другого компьютера и т. д. Кроме того, на жесткий диск управляющего компьютера могут быть записаны предварительно подготовленные сюжеты, которые можно воспроизводить по заранее составленному расписанию.
Отличительные характеристики:
- Высокая частота обновления 3840 Гц
- Яркость 800—1200 кд/м²
- Малый шаг пикселя 1—5 мм.

Для улицы

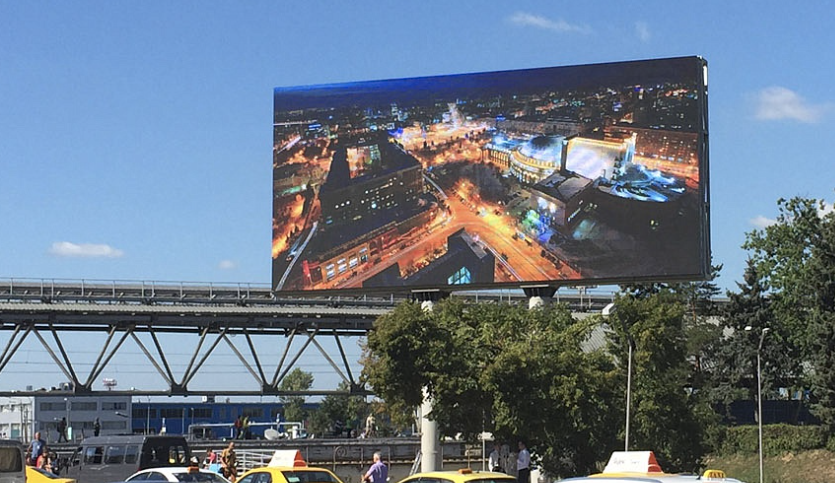
Уличный светодиодный экран

Светодиодные экраны получают всё большее распространение — всё чаще используются в целях рекламы на улицах крупных городов или в качестве информационных экранов и дорожных знаков. Эксперты развития рынка рекламы сходятся в едином мнении о том, что с каждым годом доля светодиодных информационных экранов на рынке рекламных технологий будет только возрастать. Действительно, полноцветные светодинамические табло сочетают в себе все основные преимущества существующих визуальных рекламных технологий. Единственным их недостатком может считаться довольно высокая стоимость по сравнению с другими технологиями рекламы. Принцип передачи информации и управления светодиодным экрана ничем не отличается от экранов для помещений, а отличительными чертами является высокая пыле и влага защищенность, чаще всего IP 65, и высокая яркость от 3500 до 7500 кд/м2 , при этом в зависимости от засветки экрана солнцем используется более яркое оборудование. Для качественного показа информации на светодиодном экране при прямых солнечных лучах требуется яркость не менее 6000 кд/м2. Яркость экрана измеряется под нормальным углом к экрану, а угол обзора обычно определяется по точке, где яркость экрана падает на 50 % от максимума. Угол обзора экрана является очень важной характеристикой.
Отличительные характеристики:

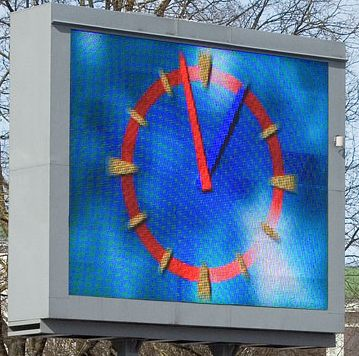

- Средняя частота обновления: 1920 Hz
- Яркость: 3500-7500 кд/м²
- Шаг пикселя: 3—16 мм.

### LED-телевизоры
Возможно, первый настоящий светодиодный экран для телевизора был разработан, продемонстрирован и документально описан Дж. П. Митчеллом в 1977 году. Модель 1977 года была монохроматической и не могла конкурировать с цветными телевизорами того времени.
Лишь после создания достаточно ярких цветных светодиодов появились первые цветные LED-телевизоры. Самый большой в мире светодиодный телевизор[уточнить] высокой четкости был смонтирован (подвешен над игровым полем) в 2009 году в США на стадионе «Ковбойз» в Арлингтоне. Его размеры — 49 × 22 метра, площадь — 1078 квадратных метров (существуют светодиодные экраны и гораздо больших размеров, но они не предназначены для телевидения).
Главный недостаток телевизоров на дискретных светодиодах — большой размер. Дисплей состоит из сотен тысяч светодиодов, и  не удалось изготовить полупроводниковый светодиод микроскопических размеров, пригодный для телевидения и имеющий приемлемую цену.
В торговле нередко «LED-телевизорами» (LED TV) называют телевизоры, имеющие ЖК-экран со светодиодной подсветкой. Несмотря на схожее название, к описываемым в данной статье светодиодным экранам они отношения не имеют.
OLED-телевизорыВ XXI веке стали производиться дисплеи на органических светодиодах (OLED). Первоначально они имели малый размер и высокую стоимость, но в 2010-х стали массовыми.

## Классификация светодиодных экранов
Светодиодные экраны на дискретных светодиодах по принципу построения делятся на два типа — кластерные и матричные.

### Кластерные светодиодные экраны
В кластерных экранах каждый пиксель, содержащий от трех до нескольких десятков светодиодов, объединён в отдельном светоизолированном корпусе, который залит герметизирующим компаундом. Такой конструктивный элемент называется кластером.
Кластеры, образующие информационное поле экрана, закреплены при помощи винтов на лицевой поверхности экрана. От каждого кластера отходит жгут проводов, подключаемый посредством электрического разъема к соответствующей схеме управления (плате). Такой способ построения полноцветных светодиодных экранов постепенно отмирает, уступая место более технологичному матричному принципу.

### Матричные светодиодные экраны
В этом случае кластеры и управляющая плата объединены в единое целое — матрицу, то есть на управляющей плате смонтированы и светодиоды и коммутирующая электроника, которые залиты герметизирующим компаундом. В зависимости от размера и разрешения экрана, количество светодиодов, составляющих пиксель, может колебаться от трех до нескольких десятков. А распределение количества светодиодов по цветам в пикселе изменяется от типа применяемых светодиодов в интересах соблюдения баланса белого.

## Преимущества и недостатки

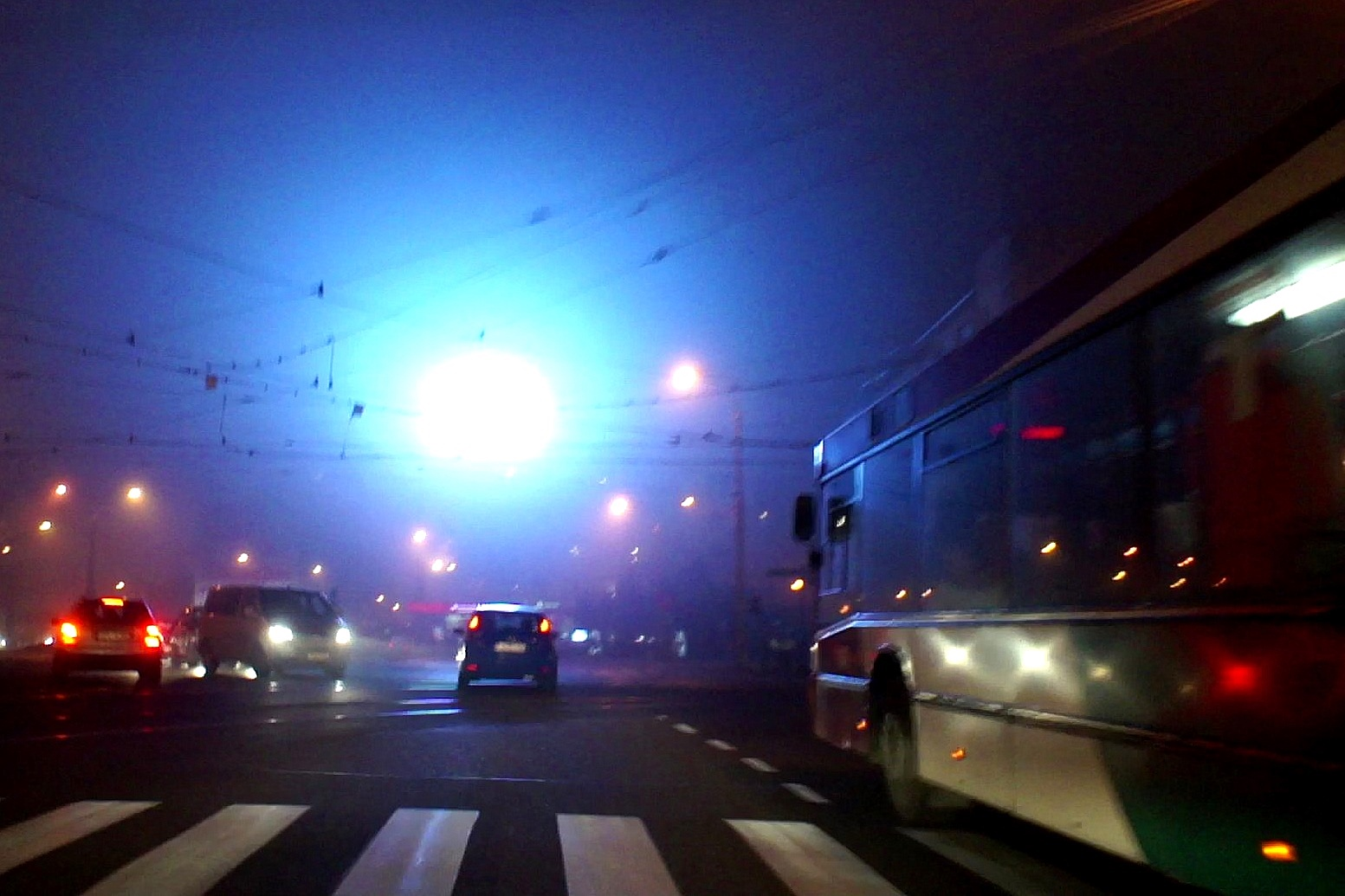
Высокая яркость

В отличие от других технологий (напр., Блинкерное табло), светодиодные экраны обладают некоторыми преимуществами:
- Высокая яркость и контрастность;
- Возможность сборки экрана больших размеров (до сотен метров в ширину и высоту);
- Произвольное соотношение высота/ширина;
- Высокая ремонтопригодность (повреждение части экрана не ведёт к его неработоспособности в целом);
- Возможность круглогодичного уличного использования таких видеоэкранов;
- Мгновенный отклик (время отклика 10 мкс);
- Качество изображения не зависит от угла обзора;
- Толщина менее 1 мм, могут гнуться;
- Большой диапазон рабочих температур (от −40 до +70 °C)[2].

К недостаткам можно отнести:
- Довольно большой размер зерна у экрана;
- Зачастую весьма низкое разрешение экрана;
- Сложность самостоятельной сборки;
- Высокая стоимость;
- Частое перегорание отдельных светодиодов, приводящее к эффекту «битого пикселя»;
- Возможность необратимых повреждений сетчатки глаза при использовании светодиодных мониторов, мобильных телефонов и телевизионных экранов[3][4];
- Чувствительность к воздействию влаги[5].

## Экраны-рекордсмены

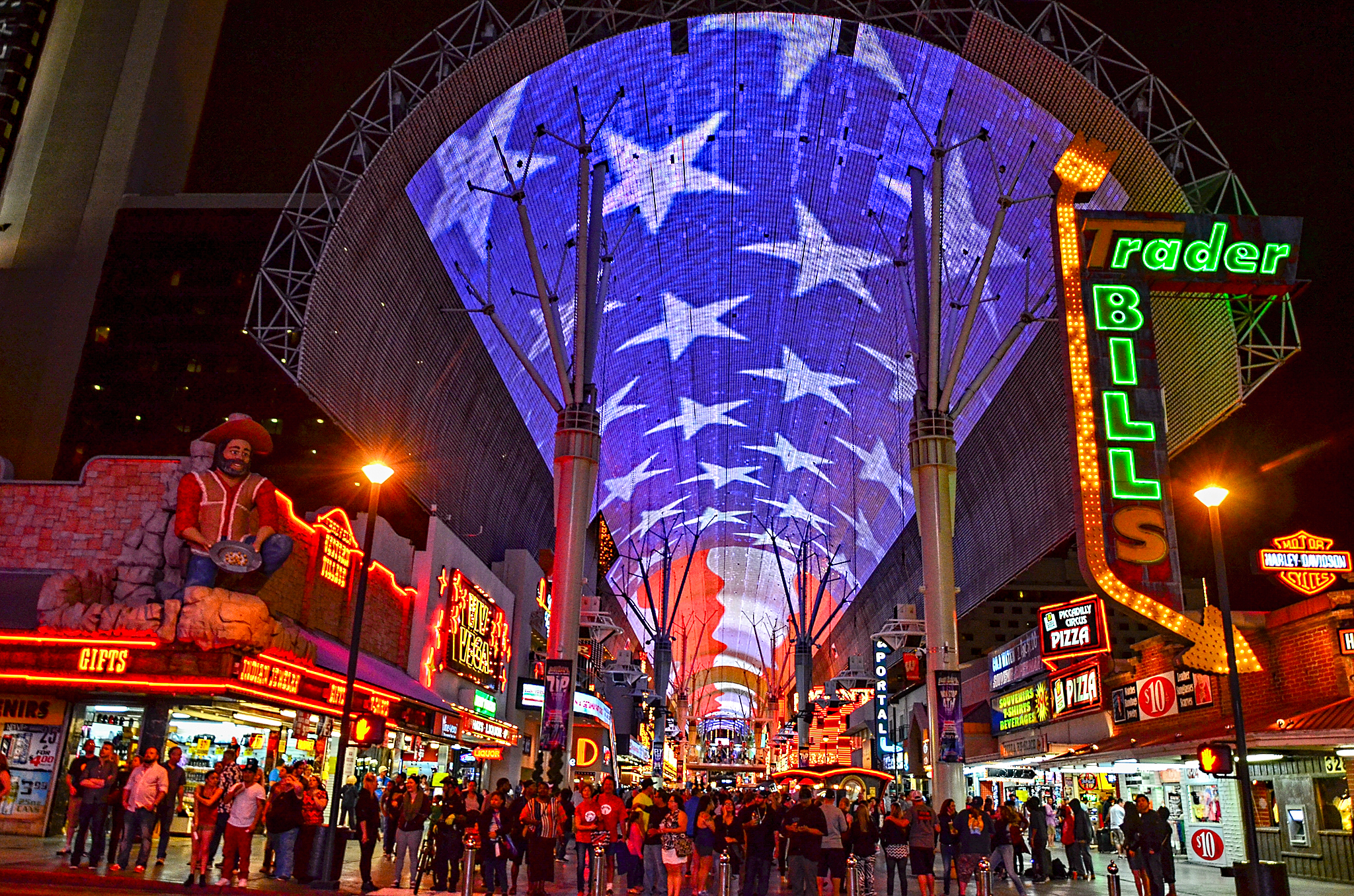
англ: Fremont Street Experience

В Лас-Вегасе на улице Фримонт-стрит сооружён светодиодный дисплей Fremont Street Experience (Опыт Фримонт-стрит) длиной 460 м.
Самый большой светодиодный 3D-телевизор, занесённый в «Книгу рекордов Гиннесса», имеющий диагональ экрана 7,11 метров, был разработан украинской компанией ЕКТА и использовался для прямой трансляции финального матча Лиги чемпионов УЕФА в клубе Гётеборга (Швеция) 28 мая 2011 года.
Самый большой OLED-экран находится в Дубае в торговом центре The Dubai Mall. Он был собран LG в 2017 году из 820 гибких органических светодиодных панелей и занесен в «Книгу рекордов Гиннесса».